# أداد نبرودي
أداد نبرودي (الاسم العلمي: Carlina nebrodensis) نوع نباتي ينتمي إلى جنس الأداد من الفصيلة النجمية.